# الانتخابات البرلمانية النرويجية 2013
الانتخابات الفيديرالية الألمانية 2013 هي الانتخابات البرلمانية التي عُقدت في 8 و9 سبتمبر 2013 لانتخاب أعضاء البرلمان النرويجي لمدة 4 سنوات.